# Beatyfikowani i kanonizowani przez Piusa IX
Beatyfikowani i kanonizowani przez Piusa IX – święci i błogosławieni wyniesieni na ołtarze w czasie pontyfikatu Piusa IX.

## 1847
- Bł. Antonia z Florencji (zatwierdzenie kultu)

17 września
- Bł. Małgorzata Colonna (zatwierdzenie kultu)

## 1848
4 sierpnia
- Bł. Damian z Fulcheri (zatwierdzenie kultu)

27 września
- Bł. Helena z Udine (Helena Valentini) (zatwierdzenie kultu)

## 1851
- Bł. Roselina (zatwierdzenie kultu)

## 1852
30 września
- Bł. Bentivoglio de Bonis (zatwierdzenie kultu)

## 1853
- Bł. Gwido z Acqui (zatwierdzenie kultu)

21 sierpnia
- Bł. Jan de Brito

22 września
- Bł. Bartłomiej Cerveri[1] (zatwierdzenie kultu)

25 września
- Bł. Roland Medyceusz (zatwierdzenie kultu)

30 października
- Bł. Andrzej Bobola

13 listopada
- Bł. Jan Grande

10 listopada
- Bł. Maria Anna od Jezusa z Paredes

## 1854
- Bł. Alpais z Cudot (zatwierdzenie kultu)

11 maja
- Bł. Czterdziestu męczenników z Brazylii:
  - Bł. Aleksy Delgado (zatwierdzenie kultu)
  - Bł. Alfons de Baena (zatwierdzenie kultu)
  - Bł. Alvarez Mendes (zatwierdzenie kultu)
  - Bł. Amaro Vaz (zatwierdzenie kultu)
  - Bł. Andrzej Gonçalves (zatwierdzenie kultu)
  - Bł. Antoni Correia (zatwierdzenie kultu)
  - Bł. Antoni Fernandes (zatwierdzenie kultu)
  - Bł. Antoni Soares (zatwierdzenie kultu)
  - Bł. Benedykt de Castro (zatwierdzenie kultu)
  - Bł. Błażej Ribeiro (zatwierdzenie kultu)
  - Bł. Dominik Fernandez (zatwierdzenie kultu)
  - Bł. Emanuel Alvarez (zatwierdzenie kultu)
  - Bł. Emanuel Fernandez (zatwierdzenie kultu)
  - Bł. Emanuel Pacheco (zatwierdzenie kultu)
  - Bł. Emanuel Rodrigues (zatwierdzenie kultu)
  - Bł. Franciszek Alvarez (zatwierdzenie kultu)
  - Bł. Franciszek Pérez Godoy (zatwierdzenie kultu)
  - Bł. Ferdynand Sánchez (zatwierdzenie kultu)
  - Bł. Franciszek de Magalhães (zatwierdzenie kultu)
  - Bł. Gonsalwy Henriques (zatwierdzenie kultu)
  - Bł. Grzegorz Escrivano (zatwierdzenie kultu)
  - Bł. Ignacy de Azevedo (zatwierdzenie kultu)
  - Bł. Jakub de Andrade (zatwierdzenie kultu)
  - Bł. Jakub Peres (zatwierdzenie kultu)
  - Bł. Jan de Baeza (zatwierdzenie kultu)
  - Bł. Jan de San Juan (zatwierdzenie kultu)
  - Bł. Jan de San Martin (zatwierdzenie kultu)
  - Bł. Jan de Zafra (zatwierdzenie kultu)
  - Bł. Jan Fernandes (z Bragi) (zatwierdzenie kultu)
  - Bł. Jan Fernandes (z Lizbony) (zatwierdzenie kultu)
  - Bł. Jan Mayorga (zatwierdzenie kultu)
  - Bł. Kasper Alvarez (zatwierdzenie kultu)
  - Bł. Ludwik Correia (zatwierdzenie kultu)
  - Bł. Marek Caldeira (zatwierdzenie kultu)
  - Bł. Mikołaj Dinis (zatwierdzenie kultu)
  - Bł. Piotr de Fontoura (zatwierdzenie kultu)
  - Bł. Piotr Nunes (zatwierdzenie kultu)
  - Bł. Stefan de Zuraire (zatwierdzenie kultu)
  - Bł. Szymon Acosta (zatwierdzenie kultu)
  - Bł. Szymon Lopes (zatwierdzenie kultu)

17 sierpnia
- Bł. Sybillina Biscossi

## 1856
- Bł. Gerardesca (zatwierdzenie kultu)

21 lutego
- Bł. Stefan Bandelli[2] (zatwierdzenie kultu)

29 maja
- Bł. Aimone Taparelli (zatwierdzenie kultu)

4 grudnia
- Bł. Antoni Pavoni
- Bł. Hugolin Magalotti (zatwierdzenie kultu)

## 1857
10 września
- Bł. Marek z Modeny (zatwierdzenie kultu)

## 1859
- Bł. Jakub Benfatti (Jakub z Mantui) (zatwierdzenie kultu)

## 1860
29 marca
- Bł. Herkulan z Piegaro
- Bł. Wilhelm z Fenoli (zatwierdzenie kultu)

13 maja
- Bł. Jan Chrzciciel de Rossi

20 maja
- Bł. Benedykt Józef Labre

## 1861
10 listopada
- Bł. Jan Leonardi

## 1862
- Bł. Piotr Czcigodny (zatwierdzenie kultu)

27 marca
- Bł. Notburga (zatwierdzenie kultu)

8 czerwca
- Św. Michał de Sanctis

9 czerwca
- Św. Męczennicy z Nagasaki:
  - Św. Antoni Deynam
  - Św. Bonawentura z Miyako
  - Św. Filip od Jezusa de Las Casas
  - Św. Franciszek Blanco
  - Św. Franciszek Fahelante
  - Św. Franciszek od św. Michała de la Parilla
  - Św. Franciszek z Miyako
  - Św. Gabriel z Duisko
  - Św. Gonsalwy Garcia
  - Św. Jakub Kisai
  - Św. Jan Kisaka
  - Św. Jan Sōan
  - Św. Joachim Sakakibara
  - Św. Kosma Takeya
  - Św. Leon Karasuma
  - Św. Ludwik Ibaraki
  - Św. Maciej z Miyako
  - Św. Marcin od Wniebowstąpienia a’Aguirre
  - Św. Michał Kozaki
  - Św. Paweł Ibaraki
  - Św. Paweł Miki
  - Św. Paweł Suzuki
  - Św. Piotr Chrzciciel Blázquez
  - Św. Piotr Sukejirō
  - Św. Tomasz Dangi
  - Św. Tomasz Kozaki

## 1863
- Bł. Herman z Reichenau (zatwierdzenie kultu)

8 stycznia
- Bł. Airald z Maurienne (zatwierdzenie kultu)

16 lipca
- Bł. Franciszka Amboise

## 1864
7 maja
- Bł. Germana Cousin

18 września
- Bł. Małgorzata Maria Alacoque

1 października
- Bł. Archaniela Girlani (zatwierdzenie kultu)

20 listopada
- Bł. Piotr Kanizjusz

## 1865
14 maja
- Bł. Maria od Aniołów

4 grudnia
- Bł. Piotr Cambiani (zatwierdzenie kultu)

## 1867
10 lutego
- Bł. Benedykt z Urbino

29 czerwca
- Św. Germana Cousin
- Św. Jozafat Kuncewicz
- Św. Leonard z Porto Maurizio
- Św. Maria Franciszka od Pięciu Ran Jezusa
- Św. Paweł od Krzyża
- Św. Piotr Arbués
- Św. Męczennicy z Gorkum:
  - Św. Adrian Jansen
  - Św. Andrzej Wouters
  - Św. Antoni z Hoornaert
  - Św. Antoni z Weert
  - Św. Franciszek Roye
  - Św. Godfryd van Duynsen
  - Św. Gotfryd z Melveren
  - Św. Hieronim z Weert
  - Św. Jakub La Coupe
  - Św. Jan Lenartz
  - Św. Jan z Kolonii
  - Św. Korneliusz Wijk
  - Św. Leonard Vechel
  - Św. Mikołaj Janssen
  - Św. Mikołaj Pick
  - Św. Nikazjusz Jonson
  - Św. Piotr z Asche
  - Św. Teodoryk Endem
  - Św. Willad z Danii

7 maja
- Bł. 205 męczenników japońskich[3]:
  - Bł. Agnieszka Takeya
  - Bł. Aleksy Nakamura
  - Bł. Aleksy Sanbashi Saburō
  - Bł. Alfons de Mena
  - Bł. Alfons z Navarrete
  - Bł. Ambroży Fernandes
  - Bł. Andrzej Murayama Tokuan
  - Bł. Andrzej Yakichi
  - Bł. Andrzej Yoshida
  - Bł. Anioł od św. Wincentego Ferreriusza Orsucci
  - Bł. Antoni Hamanomachi
  - Bł. Antoni Ishida Kyūtaku
  - Bł. Antoni Kimura
  - Bł. Antoni Kyūni
  - Bł. Antoni od św. Bonawentury
  - Bł. Antoni od św. Dominika
  - Bł. Antoni od św. Franciszka
  - Bł. Antoni Ono
  - Bł. Antoni Sanga
  - Bł. Antoni Yamada
  - Bł. Apolinary Franco Garcia
  - Bł. Apolonia z Nagasaki
  - Bł. Augustyn Ōta
  - Bł. Bartłomiej Días Laurel
  - Bł. Bartłomiej Gutiérrez Rodriguez
  - Bł. Bartłomiej Kawano Shichiemon
  - Bł. Bartłomiej Mohyōe
  - Bł. Bartłomiej Seki
  - Bł. Baltazar de Torres Arias
  - Bł. Damian Tanda Yaichi
  - Bł. Dionizy Fujishima Jubyōe
  - Bł. Dominik Castellet Vinale
  - Bł. Dominik Jorge
  - Bł. Dominik Magoshichi
  - Bł. Dominik Nakano
  - Bł. Dominik Nihachi
  - Bł. Dominik od Różańca
  - Bł. Dominik od św. Franciszka
  - Bł. Dominik Shobyōye
  - Bł. Dominik Tomachi
  - Bł. Dominik Yamada
  - Bł. Dominika Ogata
  - Bł. Ferdynand Ayala
  - Bł. Franciszek Galvez Iranzo
  - Bł. Franciszek Kuhyōe
  - Bł. Franciszek Morales Sedeño
  - Bł. Franciszek Nihachi
  - Bł. Franciszek od Jezusa Terrero de Ortega Pérez
  - Bł. Franciszek od św. Bonawentury
  - Bł. Franciszek od św. Marii
  - Bł. Franciszek Pacheco
  - Bł. Franciszek Takeya
  - Bł. Franciszek Yakichi
  - Bł. Franciszka Pinzokere
  - Bł. Gabriel od św. Magdaleny Tarazona Rodríguez
  - Bł. Gajusz Akashi Jiemon
  - Bł. Gajusz z Nagasaki
  - Bł. Gonsalwy Fusai Chōzō
  - Bł. Hieronim de Angelis
  - Bł. Hieronim od Krzyża Iyo
  - Bł. Ignacy Jorge-Fernandes
  - Bł. Izabela Fernandes
  - Bł. Jacek Orfanell Prades
  - Bł. Jakub Bunzō
  - Bł. Jakub Carvalho
  - Bł. Jakub Hayashida
  - Bł. Jakub Matsuo Denji
  - Bł. Jan Chrzciciel Machado de Távora
  - Bł. Jan Chrzciciel Zola
  - Bł. Jan Chūgoku
  - Bł. Jan Hamanomachi
  - Bł. Jan Imamura
  - Bł. Jan Iwanaga
  - Bł. Jan Kisaku
  - Bł. Jan Maki Jizaemon
  - Bł. Jan Martínez Cid
  - Bł. Jan Mikunō Chōzaburō
  - Bł. Jan Motoyama
  - Bł. Jan Miyazaki Soemon
  - Bł. Jan Nagata Matashichi
  - Bł. Jan Onizuka Naizen
  - Bł. Jan Santamarta
  - Bł. Jan Tanaka
  - Bł. Jan Tomachi
  - Bł. Jan Yagō
  - Bł. Jan Yoshida Shōun
  - Bł. Joachim Hirayama
  - Bł. Józef Negro Maroto
  - Bł. Kacper Koteda
  - Bł. Kacper Sadamatsu
  - Bł. Kacper Ueda Hikojirō
  - Bł. Kacper Vaz
  - Bł. Kamil Constanzi
  - Bł. Karol Spinola
  - Bł. Klara Yamada
  - Bł. Klemens Kyūemon
  - Bł. Klemens Ono
  - Bł. Kosma Takeya Sozaburō
  - Bł. Katarzyna Tanaka
  - Bł. Katarzyna z Nagasaki
  - Bł. Leon Aibara
  - Bł. Leon Kurōbyōe Nakamura
  - Bł. Leon Nakanishi
  - Bł. Leon Satsuma
  - Bł. Leon Sukeemon
  - Bł. Leon Tanaka
  - Bł. Leonard Kimura
  - Bł. Ludwik Baba
  - Bł. Ludwik Exarch
  - Bł. Ludwik Flores
  - Bł. Ludwik Kawara Rokuemon
  - Bł. Ludwik Maki Soetsu
  - Bł. Ludwik Matsuo Soyemon
  - Bł. Ludwik Nihachi
  - Bł. Ludwik Onizuka
  - Bł. Ludwik Sasada
  - Bł. Ludwik Sotelo
  - Bł. Ludwik Yakichi
  - Bł. Łucja de Freitas
  - Bł. Łucja Omura
  - Bł. Łucja Yakichi
  - Bł. Łukasz Tsuji Kyūemon
  - Bł. Maciej Araki Hyōzaemon
  - Bł. Maciej Kozasa
  - Bł. Maciej Nakano
  - Bł. Maciej z Nagasaki
  - Bł. Magdalena Kiyota (zm. 1620)
  - Bł. Magdalena Kiyota (zm. 1627)
  - Bł. Magdalena Sanga
  - Bł. Mancjusz Araki Kyūzaburō
  - Bł. Mancjusz od Krzyża
  - Bł. Mancjusz od św. Tomasza Shibata
  - Bł. Mancjusz Yukimoto Ichizaemon
  - Bł. Marcin Gómez Tōzaemon
  - Bł. Marek Takenoshita Sin’emon
  - Bł. Maria Gengorō
  - Bł. Maria Hamanomachi
  - Bł. Maria Murayama
  - Bł. Maria Tanaka
  - Bł. Maria Tanaura
  - Bł. Maria Vaz
  - Bł. Maria Yoshida
  - Bł. Mateusz Alvarez Anjin
  - Bł. Michał Carvalho
  - Bł. Michał Himonoya
  - Bł. Michał Hori
  - Bł. Michał Ichinose Sukezaemon
  - Bł. Michał Koga Kizayemon
  - Bł. Michał Nakashima Saburōemon
  - Bł. Michał Satō Shunpō
  - Bł. Michał Takeshita
  - Bł. Michał Tanda
  - Bł. Michał Tomachi
  - Bł. Michał Tōzō
  - Bł. Michał Yamada Kasahashi
  - Bł. Monika Onizuka
  - Bł. Paweł Aibara Sandayū
  - Bł. Paweł Himonoya
  - Bł. Paweł Nagaishi
  - Bł. Paweł od św. Klary
  - Bł. Paweł Sankichi
  - Bł. Paweł Shinsuke
  - Bł. Paweł Tanaka
  - Bł. Paweł Tomachi
  - Bł. Piotr Araki Chobyōe
  - Bł. Piotr de Zúñiga
  - Bł. Piotr Hamanomachi
  - Bł. Piotr Kawano
  - Bł. Piotr Nagaishi
  - Bł. Piotr od św. Katarzyny Vazquez
  - Bł. Piotr od św. Marii
  - Bł. Piotr od Wniebowzięcia
  - Bł. Piotr Onizuka Sadayū
  - Bł. Piotr Paweł Navarro
  - Bł. Piotr Rinshei
  - Bł. Piotr Sanpō
  - Bł. Piotr Sawaguchi Kuhyōe
  - Bł. Piotr z Ávili
  - Bł. Roman Aibara
  - Bł. Roman Motoyama Myotarō
  - Bł. Rufus Ishimoto
  - Bł. Ryszard od św. Anny
  - Bł. Sebastian Kimura
  - Bł. Szymon Enpō
  - Bł. Szymon Kiyota Bokusai
  - Bł. Tekla Nagaishi
  - Bł. Tomasz Akahoshi
  - Bł. Tomasz Gengorō
  - Bł. Tomasz Koteda Kyūmi
  - Bł. Tomasz Koyanagi
  - Bł. Tomasz od Ducha Świętego de Zumárraga Lazacano
  - Bł. Tomasz od Różańca
  - Bł. Tomasz od św. Jacka
  - Bł. Tomasz Satō Shin’emon
  - Bł. Tomasz Shichirō
  - Bł. Tomasz Terai Kahyōe
  - Bł. Tomasz Tomachi
  - Bł. Tomasz Tsūji
  - Bł. Wawrzyniec Ikegami Rokusuke
  - Bł. Wawrzyniec Kaida Hachizō
  - Bł. Wawrzyniec Yamada
  - Bł. Wincenty Kaǔn
  - Bł. Wincenty od św. Antoniego Simões de Carvalho
  - Bł. Wincenty od św. Józefa Ramírez
  - Bł. Zuzanna Araki

5 września
- Bł. Panacea de’Muzzi z Quarona (zatwierdzenie kultu)

## 1868
5 marca
- Bł. Marek Fantuzzi z Bolonii (zatwierdzenie kultu)

1 października
- Bł. Guala z Bergamo (zatwierdzenie kultu)

## 1869
- Św. Julianna z Cornillon[4]

## 1871
- Bł. Joanna Maria z Maille (zatwierdzenie kultu)

## 1872
28 grudnia
- Bł. Eugeniusz III (zatwierdzenie kultu)

## 1875
3 kwietnia
- Bł. Krzysztof z Mediolanu[5] (zatwierdzenie kultu)

8 lipca
- Bł. Reginald z Orleanu[6] (zatwierdzenie kultu)